# سیارک ۶۹۶۲
سیارک ۶۹۶۲ (به انگلیسی: 6962 Summerscience، نامگذاری:1990OT) شش هزار و نهصد و شصت و دومین سیارک کشف شده‌است که در ۲۲ ژوئیه ۱۹۹۰ کشف شد.